# Черский, Николай Васильевич
Никола́й Васи́льевич Че́рский (урождённый Селезнёв; 20 января (2 февраля) 1905, Пост Святой Ольги, Приморская область, Российская империя — 11 июня 1994, Москва, Российская Федерация) — советский учёный, специалист в области поиска, разведки, разработки газовых и нефтяных месторождений. Герой Социалистического Труда (1975).

## Биография
Николай Васильевич Черский (Селезнёв) родился 20 января (2 февраля) 1905 года в посёлке Ольга (ныне входит в состав Приморского края). После окончания средней школы, прошёл шестимесячные курсы мотористов. Несколько лет ходил на судах сначала Доброфлота, а после его ликвидации Совторгфлота.

Осенью 1927 года начал службу на катерах Камчатского пограничного отряда. Зимой 1927—1928 годов Николай в отрядной школе на Камчатке постигал военные науки, участвовал в ремонте катера, на котором с началом навигации вышел в море. Командир ПК использовал краснофлотца при высадке на иностранные суда не только как переводчика, но и как человека, хорошо знавшего психологию зарубежных моряков и рыбаков, что способствовало успешному решению стоящих перед пограничниками задач. Н. В. Черский принимал участие в контроле деятельности сезонных рабочих и служащих японских концессионных рыбалок. Также благодаря знанию иностранных языков привлекался к оперативной работе по пресечению спекулятивных сделок с валютой и драгоценными металлами осуществляемыми японским Чосен-банком.— Владимир Чусовской «Это наша с тобой биография..»

Во время службы Николай принимает решение поменять фамилию Селезнёв, которую до сих пор носил, на Черского. В 20-е годы XX смена фамилий в СССР было распространённым явлением. Период революционного романтизма требовал звонких имён. Николай взял себе фамилию Ивана Дементьевича Черского — геолога, палеонтолога и географа, много лет отдавшего исследованию Восточной Сибири. Выбор имени оказался символичным: Николай Васильевич, как и его «однофамилец», сделает очень многое для изучения и освоения Восточной Сибири.— Владимир Чусовской «Это наша с тобой биография..»
Параллельно со службой, получает высшее образование, закончив в 1931 году Владивостокский институт механиков водного транспорта.
В конце 1930 года младший командир МЧПВ ОГПУ Николай Черский увольняется в запас. Три года он трудится в Акционерном Камчатском обществе (АКО), а затем переезжает в молодой сибирский город Сталинск где работает в системе нефтяной и газовой промышленности. В 1941 году он участвует в строительстве в Куйбышеве сверхсекретного «бомбогазоубежища 1 категории», который нынче известен как «бункер Сталина». За эту работу в 1942 году Черского награждают орденом «Знак Почёта».
Несмотря на бронь, Николай Васильевич добивается отправки в действующую армию. Его фронтовой путь кроме тяжёлого ранения также отмечен высокими наградами: орденами Красной Звезды (1944 г.), Отечественной войны I (1944 г., 1985 г.) и II (в 1945 году) степени, а также несколькими медалями. В 1942 году вступил в ряды КПСС. С осени 1947 года Черский ведёт разведку нефти и газа. Закончив в 1951 году Академию нефтяной промышленности, защищает кандидатскую и докторскую диссертации. В 1953 году его назначают начальником Якутского геологического управления. Под его руководством в районе Мирного будет обнаружено месторождение алмазов.
В 1955 году Николай Черский становится заместителем Председателя, а позднее, в 1964 году — Председателем Президиума Якутского филиала АН СССР. На этом посту Николай Васильевич оставался, до выхода на пенсию в 1988 году. С 1968 года являлся членом-корреспондентом АН СССР. Одновременно, с 1973 по 1980 годы — директор Института физико-технических проблем Севера. Организатор и первый директор Института горного дела Севера (ИГДС) СО АН СССР (1980—1987). Член Президиума СО АН СССР (1969—1988). Почётный председатель Президиума Якутского научного центра СО АН СССР, советник при дирекции ИГДС (с 1988).
Основные направления исследований Николая Васильевича Черского — проблемы механики земной коры, поиска, разработки газовых и нефтяных месторождений, создание научных основ конструирования газовых скважин. Им организована научная школа по геологии и технологии разработки газогидратных месторождений и сейсмотектонических процессов при образовании органического вещества. Разработанные академиком Черским варианты добычи и транспортировки углеводородов в условиях Крайнего Севера (в частности по конструкциям газовых скважин, разработке методов подсчёта запасов залежей природного газа и эксплуатации газогидратных залежей; по способу контейнерно-трубопроводной транспортировке запатентованному в ряде зарубежных стран и др.) сегодня взяты на вооружение в полярных областях всего мира. Один из первооткрывателей обширной Лено-Вилюйской нефтегазоносной провинции. В соавторстве в 1971 году открыл свойство природного газа образовывать в земной коре залежи в твёрдом газогидратном состоянии, установил условия их образования. Н. В. Черский вёл большую научно-организационную работу в составе научных советов АН СССР по проблемам БАМа, по проблемам биосферы, по физико-техническим проблемам разработки полезных ископаемых, по проблемам нефти и газа.
С 12 июня 1966 по 1986 являлся депутатом Верховного Совета СССР (7-го, 8-го, 9-го 10-го и 11-го созывов) от Якутской АССР.
Скончался 11 июня 1994 года в Москве. Похоронен в Якутске.
- Сын — Черский, Игорь Николаевич (1939—2019) — советский и российский материаловед и триболог, доктор технических наук, профессор.

## Награды
- Герой Социалистического Труда (31 января 1975)[2]
- 2 ордена Ленина (1968, 1975)
- орден Октябрьской Революции (1985)
- орден Трудового Красного Знамени (1963)
- орден Дружбы народов (1981)
- орден «Знак Почёта» (1942)
- медали
- Заслуженный деятель науки Якутской АССР (1962)
- Почётный гражданин Якутска (22 июля 1982)[3]

## Память

Бюст академика Черского Н. В. (скульптор Виктор Фёдоров; бронза). Установлен в Якутске, перед Институтом горного дела Севера СО РАН

- Имя Н. В. Черского присвоено Институту горного дела Севера СО РАН, перед зданием этого института в 2009 году установлен бюст учёного.
- В память о нём проведено несколько конференций в Якутске.
- В 2016 году имя учёного было присвоено 150-метровому судну-трубоукладчику Jascon-18 (проекта Jascon 18).

## Основные научные труды
- Геологическое строение и нефтегазоносность Якутской АССР. — М., 1960. — 478 с. (в соавт.)
- Перспективы нефтегазоносности Восточно-Сибирской платформы. — М., 1968. — 331 с. (в соавт.)
- Лено-Вилюйская газоносная провинция. — Якутск, 1970. — 112 с. (в соавт.)
- Моделирование программы освоения природных ресурсов Южной Якутии. — Новосибирск, 1986. — 232 с. (в соавт.)
- Изучение газоносности зон гидратообразования СССР. — Якутск, 1987. — 175 с. (в соавт.)